# Epic (musikalbum)
Epic är det norska black metal-bandet Borknagars sjätte studioalbum. Albumet utgavs 2004 av skivbolaget Century Media Records. Några utgåvor av albumet innehåller en video som visar inspelningen av albumet.

## Låtlista
1. "Future Reminiscence" (Øystein G. Brun) – 5:26
2. "Traveller" (Øystein G. Brun) – 5:03
3. "Origin" (Øystein G. Brun/Vintersorg) – 4:58
4. "Sealed Chambers of Electricity" (Øystein G. Brun/Lars A. Nedland) – 4:12
5. "The Weight of Wind" (Lars A. Nedland) – 3:58
6. "Resonance" (Vintersorg/Øystein G. Brun) – 4:28
7. "Relate (Dialogue)" (Lars A. Nedland/Øystein G. Brun) – 4:28
8. "Cyclus" (Øystein G. Brun) – 5:25
9. "Circled" (Lars A. Nedland/Øystein G. Brun) – 4:45
10. "The Inner Ocean Hypothesis" (Vintersorg) – 5:10
11. "Quintessence" (Øystein G. Brun) – 5:31
12. "The Wonder" (Øystein G. Brun) – 4:16

Bonusspår
- 13. "The Making of Epic" (video) – 13:09

## Medverkande
Musiker (Borknagar-medlemmar)
- Vintersorg (Andreas Hedlund) – sång, gitarr
- Øystein Garnes Brun – gitarr
- Asgeir Mickelson – trummor, percussion, gitarr, basgitarr
- Lazare (Lars Are Nedland) – keyboard, piano, bakgrundssång

Produktion
- Borknagar  – producent
- Børge Finstad – producent, ljudtekniker, ljudmix
- Morten Lund – mastring
- Asgeir Mickelson – omslagskonst, foto
- Jonas Nilsson – omslagskonst

### Fotnoter
1. ↑  Epic på discogs.com